# Monographie des Bignoniacées
Monographie des Bignoniacées (abreviado Monogr. Bignon.) es un libro con ilustraciones y descripciones botánicas que fue escrito por el médico y botánico francés Louis Édouard Bureau y publicado en París en el año 1864 con el nombre de Monographie des Bignoniacées : ou histoire générale et particulière des plantes qui composent cet ordre naturel.